# Amalie Beer
Amalie Beer, född Wulff 1767 eller 1772 i Berlin, död 1854 där, var en tysk salongsvärd. Hennes salong räknas som det samtida Berlins främsta salong med musikalisk inriktning. Hon var mor till kompositören Giacomo Meyerbeer.  
Hon var dotter till Liepmann Meyer Wulff (1745-1812) och Esther Bamberger (1740-1822), växte upp i den frigjorda judiska överklassen i Berlin och gifte sig år 1788 med sockerfabrikören Jacob Heart Beer (1769-1825). Hennes salong öppnade år 1800 men inledde sin verkliga storhetstid först efter 1813 och uppfattades under 1820-talet som Berlins främsta musikaliska salong. Beer var personligt bekant med kung Fredrik Vilhelm IV och den framtida kejsar Wilhelm. Hon räknade nästan alla de stora kompositörerna och virtuoser under den tidiga romantiska perioden, liksom skådespelare, sångare, författare och forskare, som gäster i sin salong. 
Amalie Beer fick som erkänsla för sitt arbete med vård av sårade under befrielsekriget utmärkelsen Louisenorden, något som var ovanligt eftersom hon var judinna.